# اعتلال دماغ وليدي
اعتلال الدماغ الوليدي، المعروف سابقًا باسم اعتلال الدماغ بنقص الأكسجة الإقفاري الوليدي، يُعرف على أنه متلازمة اعتلال دماغي تظهر فيه علامات وأعراض اضطراب الوظيفة العصبية في الأيام القليلة الأولى من حياة الرضيع المولود بعد 35 أسبوعًا من الحمل. في هذه الحالة، تكون هناك صعوبة في بدء التنفس والحفاظ عليه بالإضافة إلى انخفاض مستوى الوعي وضعف نبرة الصوت وردود الفعل، وربما النوبات. الاعتلال الدماغي هو استجابة دماغية غير محددة للإصابة التي قد تحدث بعدة طرق، ولكنها تحدث عادةً بسبب الاختناق الوليدي، ما يؤدي إلى نقص التأكسج الدماغي.

## العلامات والأعراض
لدى حديثي الولادة الذين وُلدوا بعد 35 أسبوعًا أو أكثر من الحمل، قد يظهر الاعتلال الدماغي الوليدي بالأعراض التالية:
- انخفاض مستوى الوعي
- النوبات (التي تبلغ ذروتها بعد 48 ساعة)
- صعوبة في بدء التنفس والحفاظ عليه
- ضعف نبرة الصوت وردود الفعل[4]

## التشخيص
يُستخدم تحليل غازات دم الحبل السري لتحديد وجود نقص الأكسجة/الاختناق في الفترة المحيطة بالولادة، والتي تعد من الأسباب المحتملة لاعتلال الدماغ بنقص التأكسج أو الشلل الدماغي، وإعطاء نظرة ثاقبة حول أسباب الضائقة الجنينية أثناء الولادة. يُطلب تحليل غازات دم الحبل السري في حالات الحمل عالية الخطورة وفي الحالات التي أُجريت فيها ولادة قيصرية بسبب ضائقة جنينية وإذا كان معدل ضربات قلب الجنين غير طبيعي أو عندما يبلغ حرز أبغار 3 أو أقل أو عند وجود حمى أثناء الولادة أو حمل متعدد الأجنة.
يمكن مشاهدة الدليل على إصابة الدماغ المرتبطة بأحداث نقص التأكسج الإقفاري التي تسبب اعتلال دماغ وليدي باستخدام التصوير بالرنين المغناطيسي أو التصوير المقطعي المحوسب أو التحليل الطيفي بالرنين المغناطيسي أو تخطيط الصدى الطبي. يمكن تقييم اعتلال الدماغ الوليدي باستخدام تصنيف سارنات. عادةً ما يُجرى تصوير الدماغ بالرنين المغناطيسي في غضون ثمانية أيام من الولادة. تشمل المظاهر التي يمكن رؤيتها عند تصوير الدماغ بالرنين المغناطيسي: تلين ابيضاض الدم حول البطين وآفات في العقد القاعدية والمهاد واعتلال الدماغ متعدد الكيسات. بالإضافة إلى ذلك، تُظهر صورة الانتشار في الرنين المغناطيسي قيمًا منخفضة لمعامل الانتشار الظاهري في الأيام السبعة الأولى من الحياة. يتبع ذلك قيم طبيعية كاذبة لمعامل الانتشار الظاهري (أي تبدو القيم طبيعية رغم وجود إصابات دماغية كامنة مستمرة) والتي قد تستمر حتى أسبوعين.

## العلاج
في الماضي، اقتصرت خيارات العلاج على العلاج الطبي الداعم. حاليًا، يُعالج اعتلال الدماغ الوليدي عن طريق خفض درجة حرارة الجسم. تبين أن هذا العلاج يحد من الأذية الدماغية، ويقلل من العجز في المستقبل، ويحسن فرص البقاء على قيد الحياة. يُسمى العلاج بخفض حرارة الجسم أحيانًا العلاج الإنقاذي العصبي الخافض للحرارة. تجرى التجارب السريرية للتحقق من فعالية التدخلات القائمة على الخلايا الجذعية، والتي يُعتقد أنها قد تحد من نسبة الوفيات وتحسن النمو طويل الأمد للرضع المصابين باعتلال دماغ وليدي.

## المآل
اعتلال الدماغ بنقص الأكسجة الإقفاري هو مؤشر رئيسي للقصور النمائي العصبي عند الرضع الناضجين. يعاني 25% منهم من عجز عصبي دائم.

## علم الأوبئة
بشكل عام، يقدر معدل الإصابة بالاعتلال الدماغي الوليدي نحو 2-9 لكل 1,000 ولادة. يموت 40-60% من الأطفال المصابين بعمر سنتين أو يعانون من حالات عجز شديدة. في عام 2013، قُدر أن هذا المرض أدى إلى 644,000 حالة وفاة، مقارنةً بـ874,000 حالة وفاة في عام 1990.